# Austrolimnophila (Austrolimnophila) pallidistyla perlimbata
Austrolimnophila (Austrolimnophila) pallidistyla perlimbata is een ondersoort van de tweevleugelige Austrolimnophila (Austrolimnophila) pallidistyla uit de familie steltmuggen (Limoniidae). De ondersoort komt voor in het Neotropisch gebied.